# Hasta mi final
«Hasta Mi Final», es una canción en español escrita y compuesta por Steve Mac, Wayne Hector y Rudy Pérez, para ser interpretada por el cuarteto de crossover clásico Il Divo.
La canción fue publicada en el tercer disco del grupo, titulado Ancora en el año 2005. Con el lanzamiento del álbum, Il Divo se convirtió en el primer grupo de crossover clásico en la historia en conseguir el primer lugar en la lista de Billboard Top 200 estadounidense. También la cantante argentina Valeria Lynch hizo una versión de balada romántica donde le pone su gran voz al clásico tema.

## Contenido
La letra de la canción habla sobre el amor entre dos personas. De una declaración de amor eterno, que solo cesará al final de la vidaː amándote hasta mi final.